# Municipio de Andover (Minnesota)
El municipio de Andover (en inglés: Andover Township) es un municipio ubicado en el condado de Polk en el estado estadounidense de Minnesota. En el año 2010 tenía una población de 119 habitantes y una densidad poblacional de 1,3 personas por km².

## Geografía
El municipio de Andover se encuentra ubicado en las coordenadas 47°42′58″N 96°40′32″O / 47.71611, -96.67556. Según la Oficina del Censo de los Estados Unidos, el municipio tiene una superficie total de 91.64 km², de la cual 91,64 km² corresponden a tierra firme y (0 %) 0 km² es agua.

## Demografía
Según el censo de 2010, había 119 personas residiendo en el municipio de Andover. La densidad de población era de 1,3 hab./km². De los 119 habitantes, el municipio de Andover estaba compuesto por el 98,32 % blancos y el 1,68 % eran de una mezcla de razas. Del total de la población el 0,84 % eran hispanos o latinos de cualquier raza.